# Американський верховий кінь
Американський верховий кінь або седлбред — верхова порода коней зі Сполучених Штатів Америки.

## Характеристики породи

### Проміри
Представники породи мають добре сформовану голову з прямим профілем, довгу, тонку, дугоподібну шию, чітко виражену холку, похилі плечі, правильну конформацію ніг і довгу спину з добре піднесеними ребрами. Круп знаходиться на одному рівні з високо поставленим хвостом. 
Середній зріст і вага для породи складають від 15 до 16 хендів (приблизно від 60 до 64 дюймів, або від 152 до 163 см) і від 1000 до 1200 фунтів (приблизно від 450 до 540 кг).

### Масть
Вони можуть бути багатьох мастей, рудої, гнідої, вороної, сірої, чалої, шампанської, кремового типу мастей (ізабелової, солової, буланої), включаючи рябу, яка була визнана в породі з кінця 1800-х років. 

Зовнішній вигляд седлбредського коня
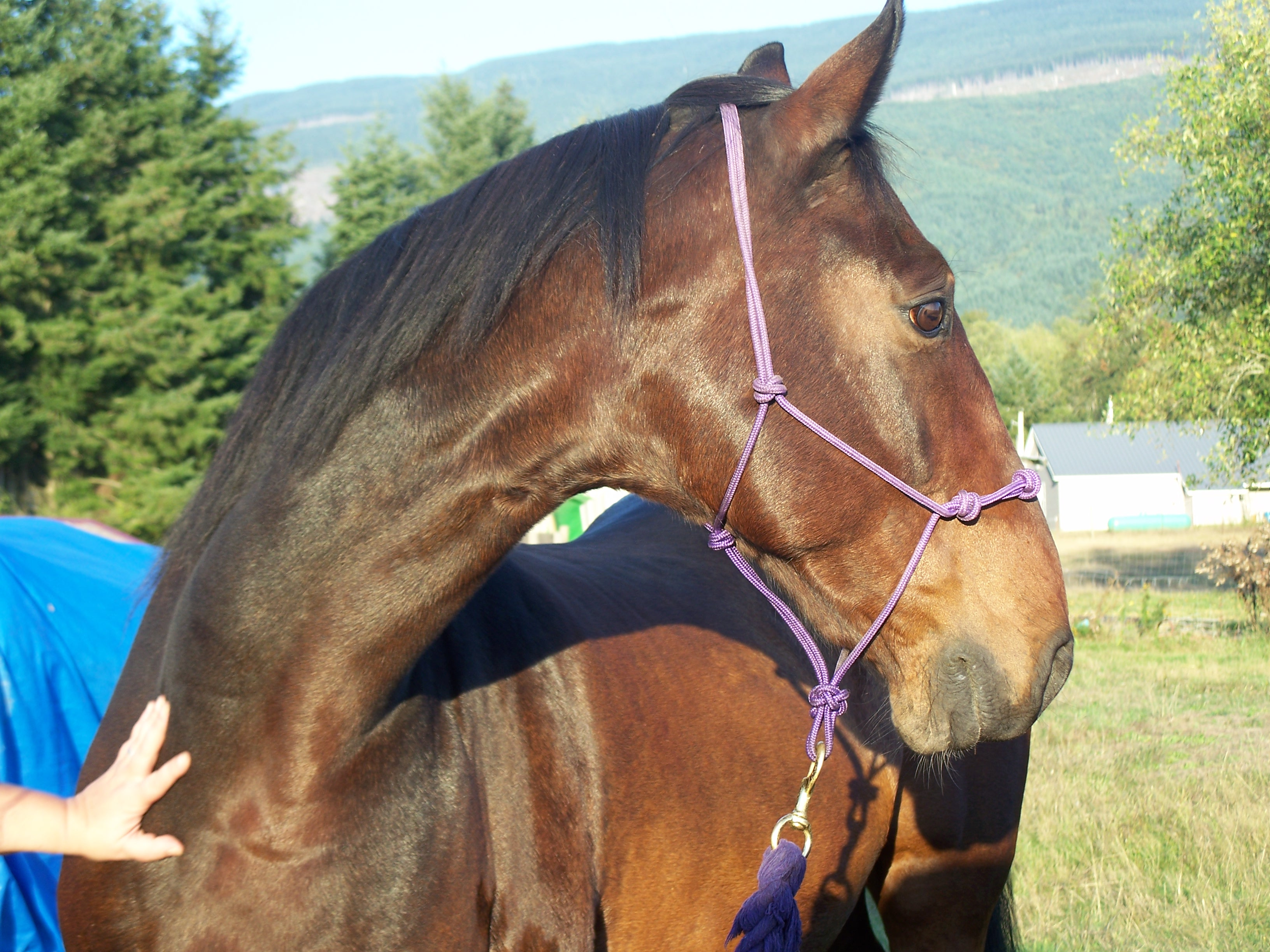
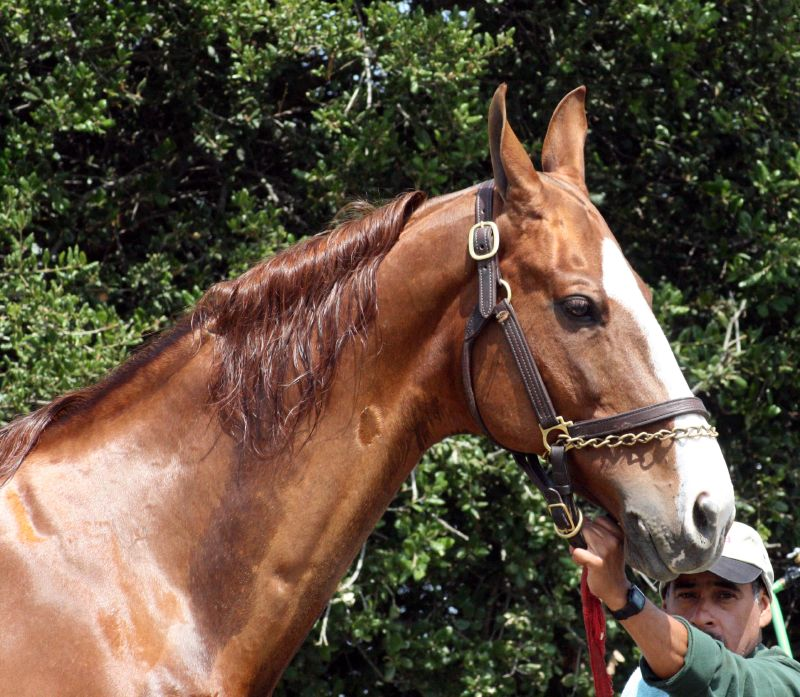
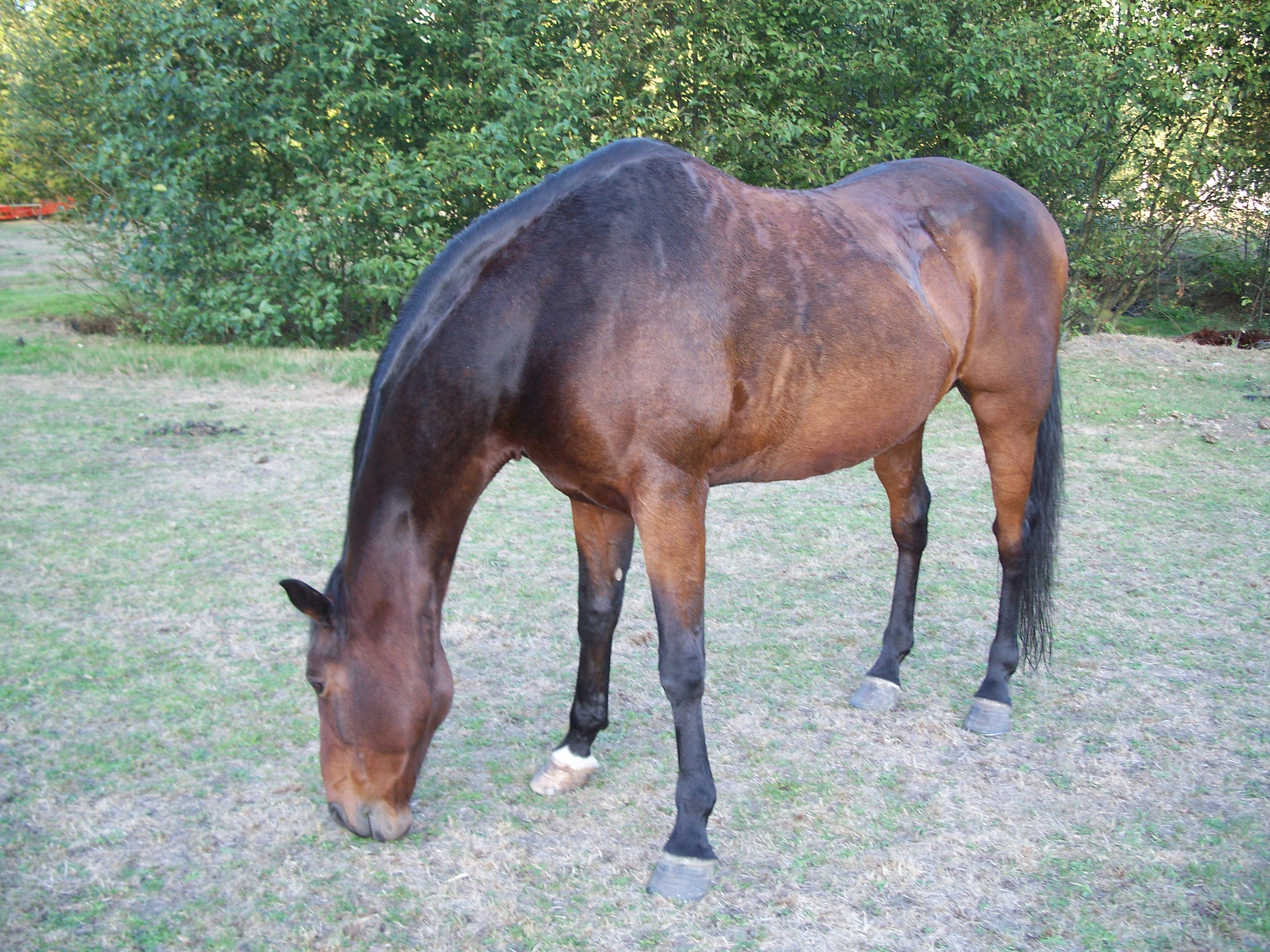
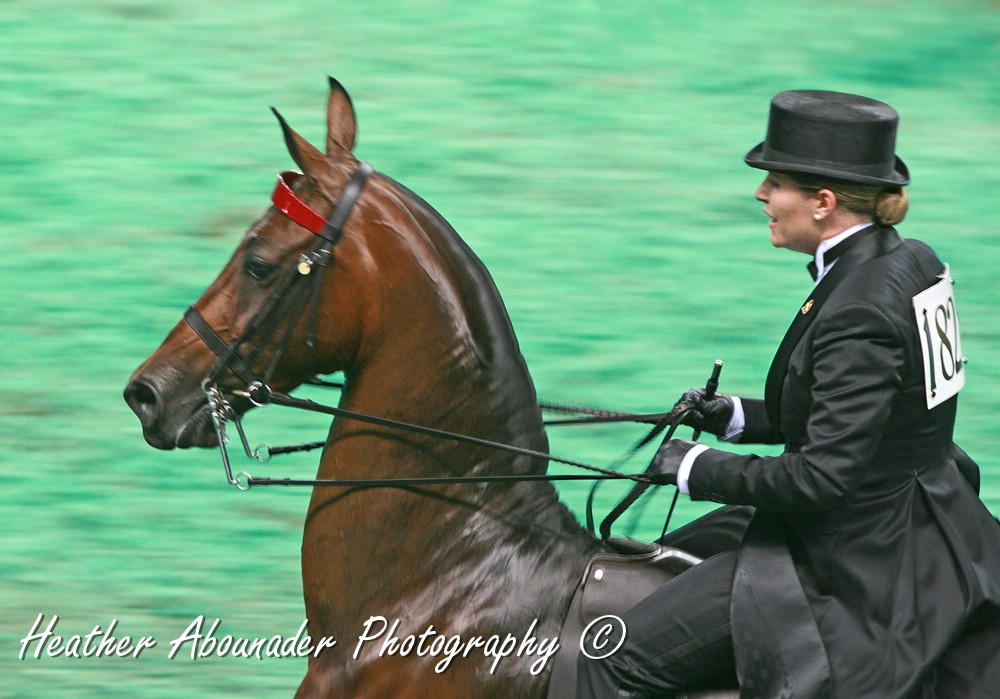
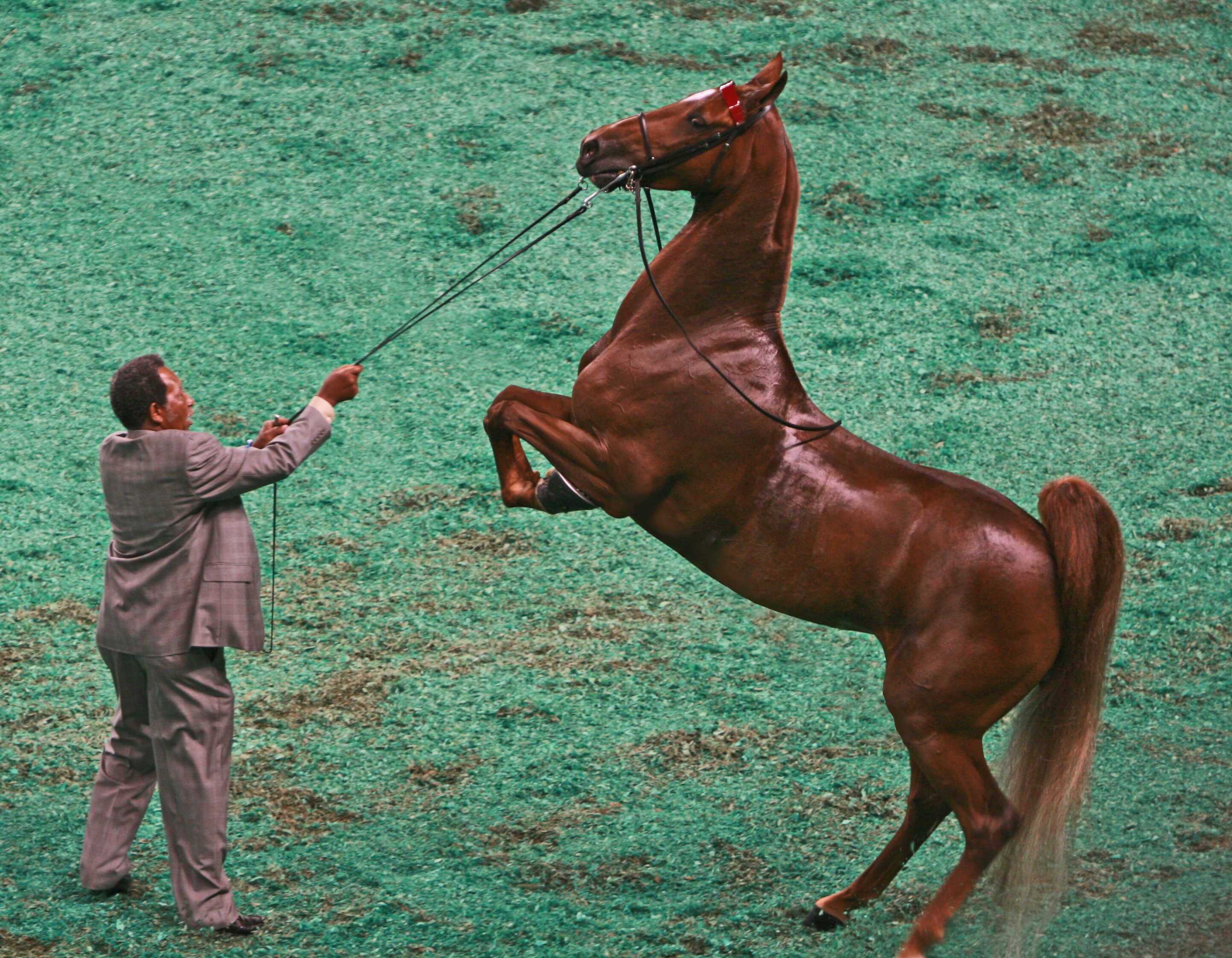
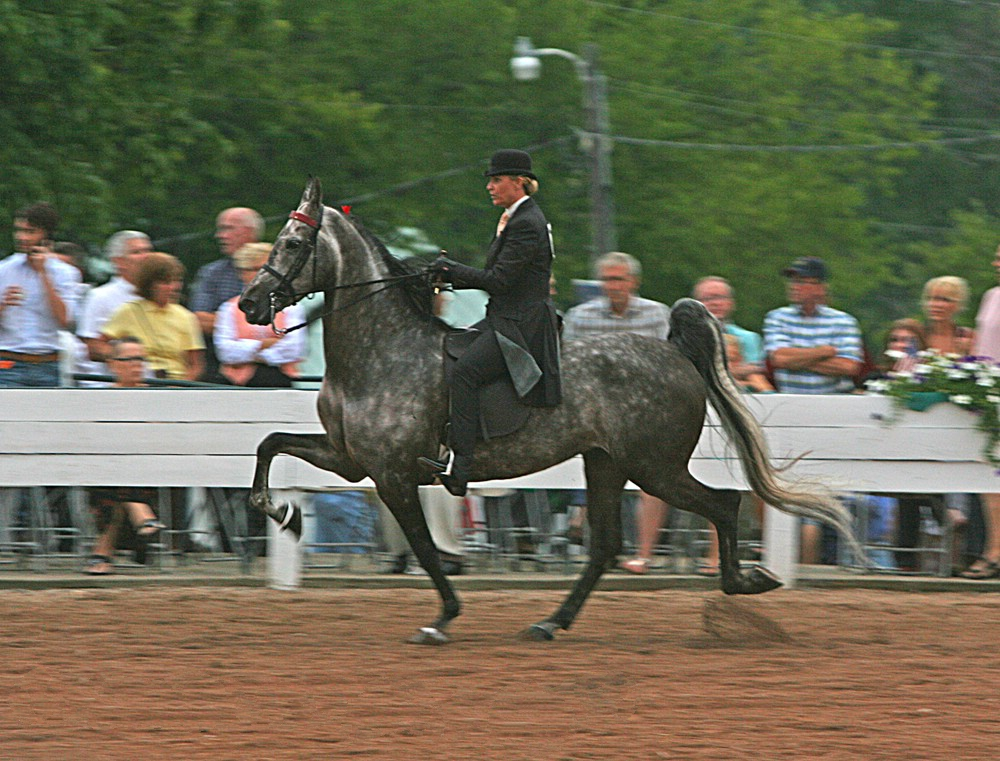
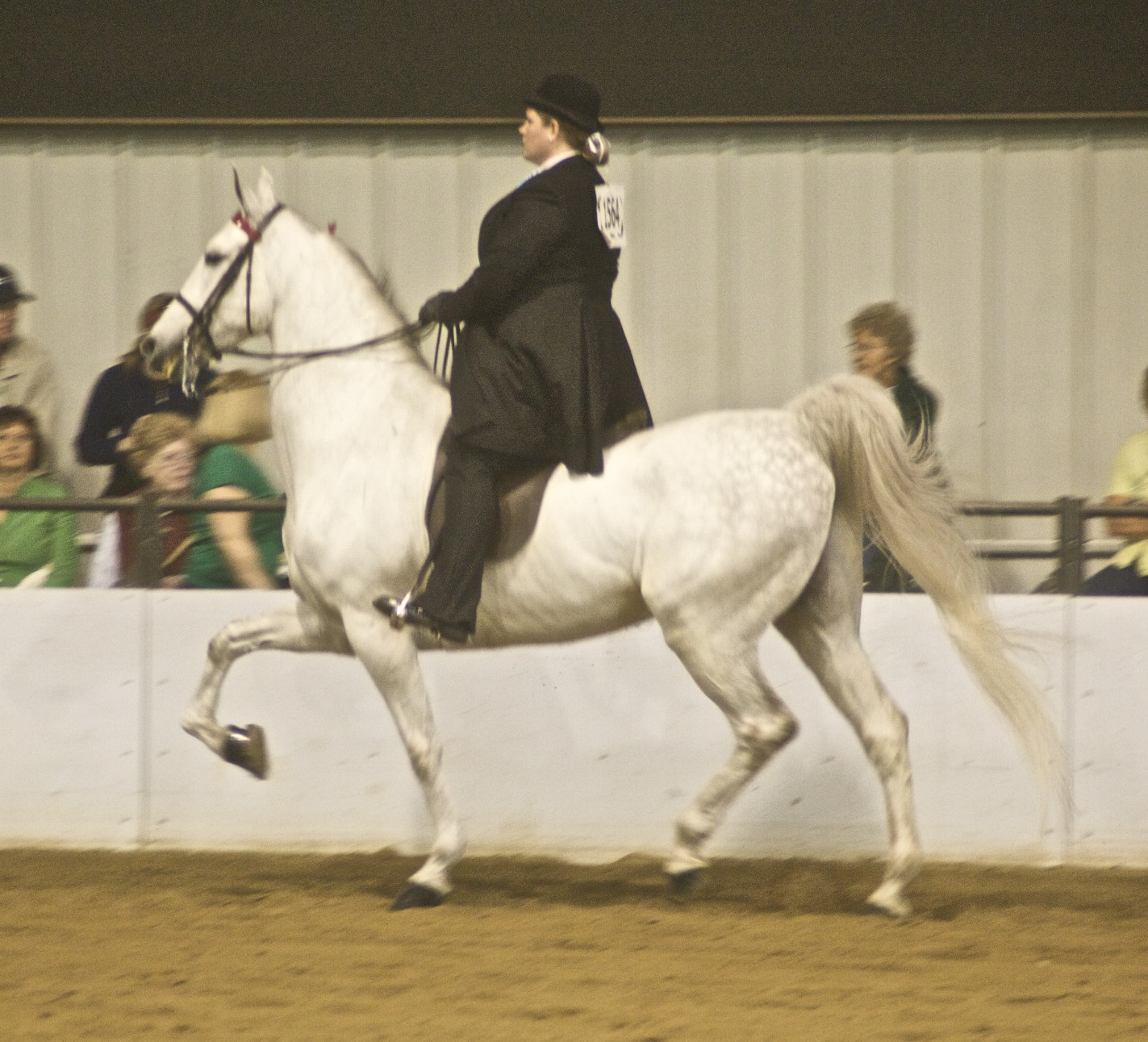
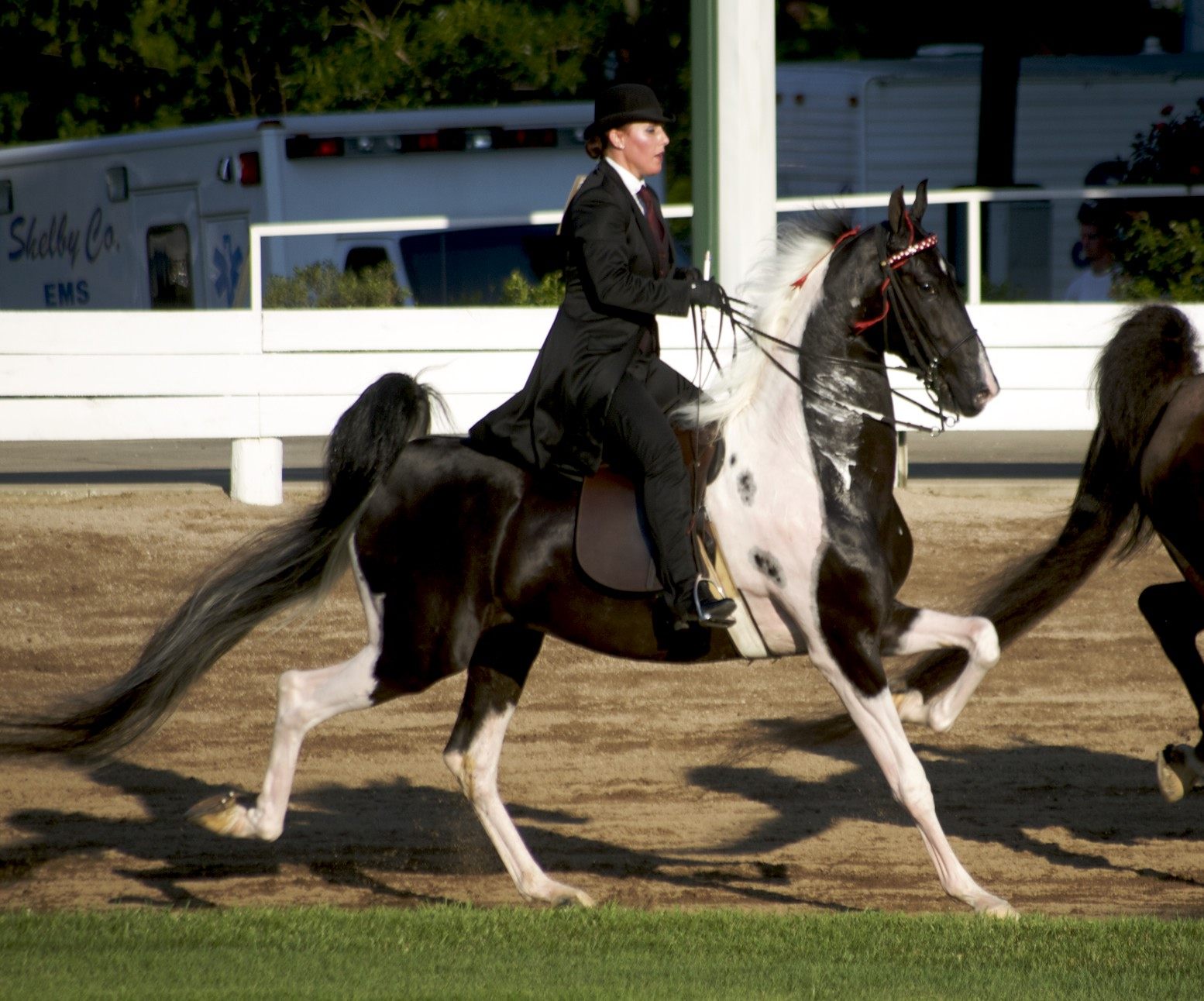
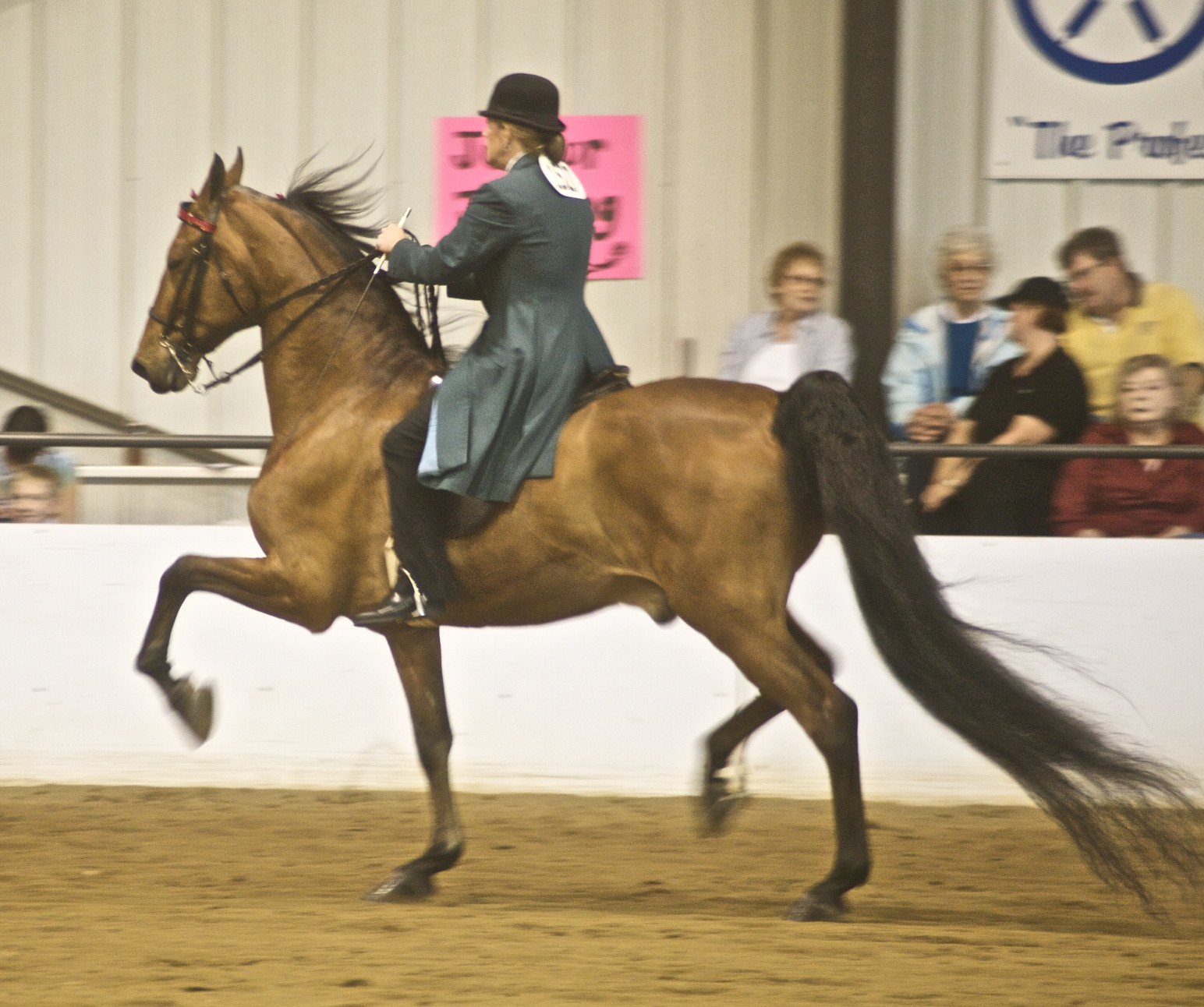
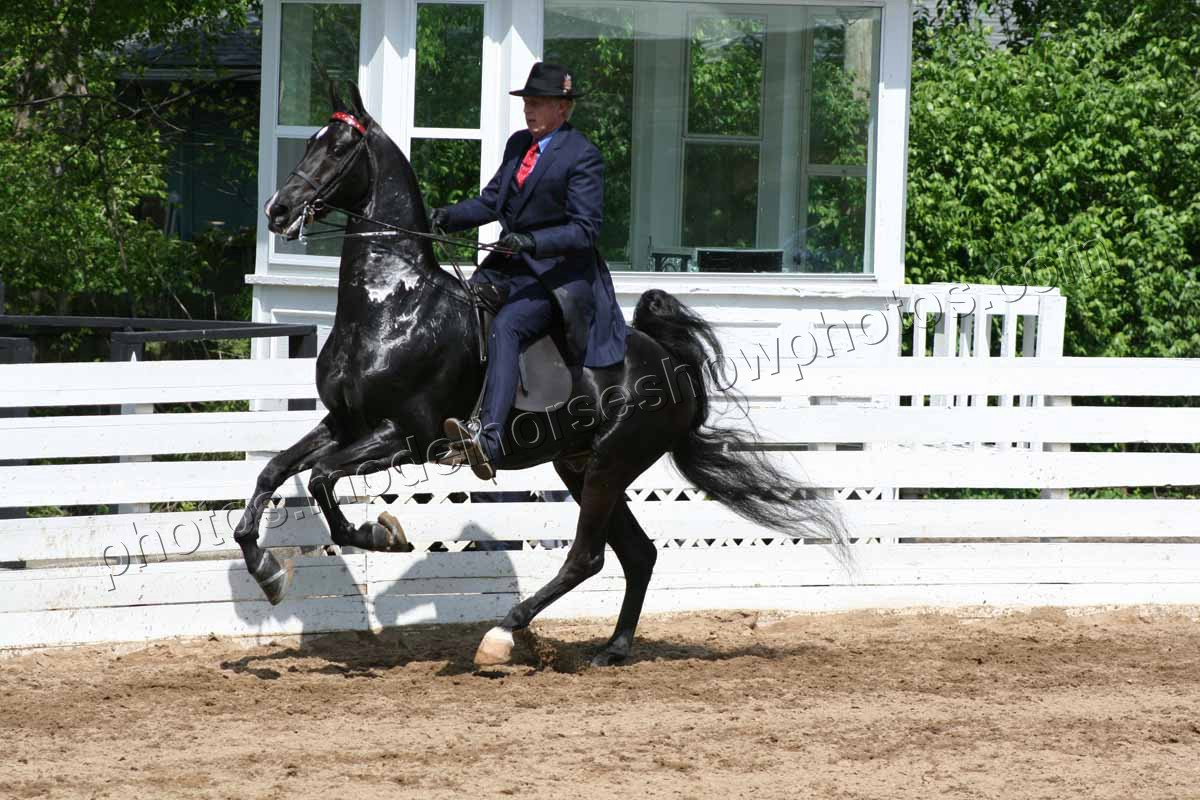
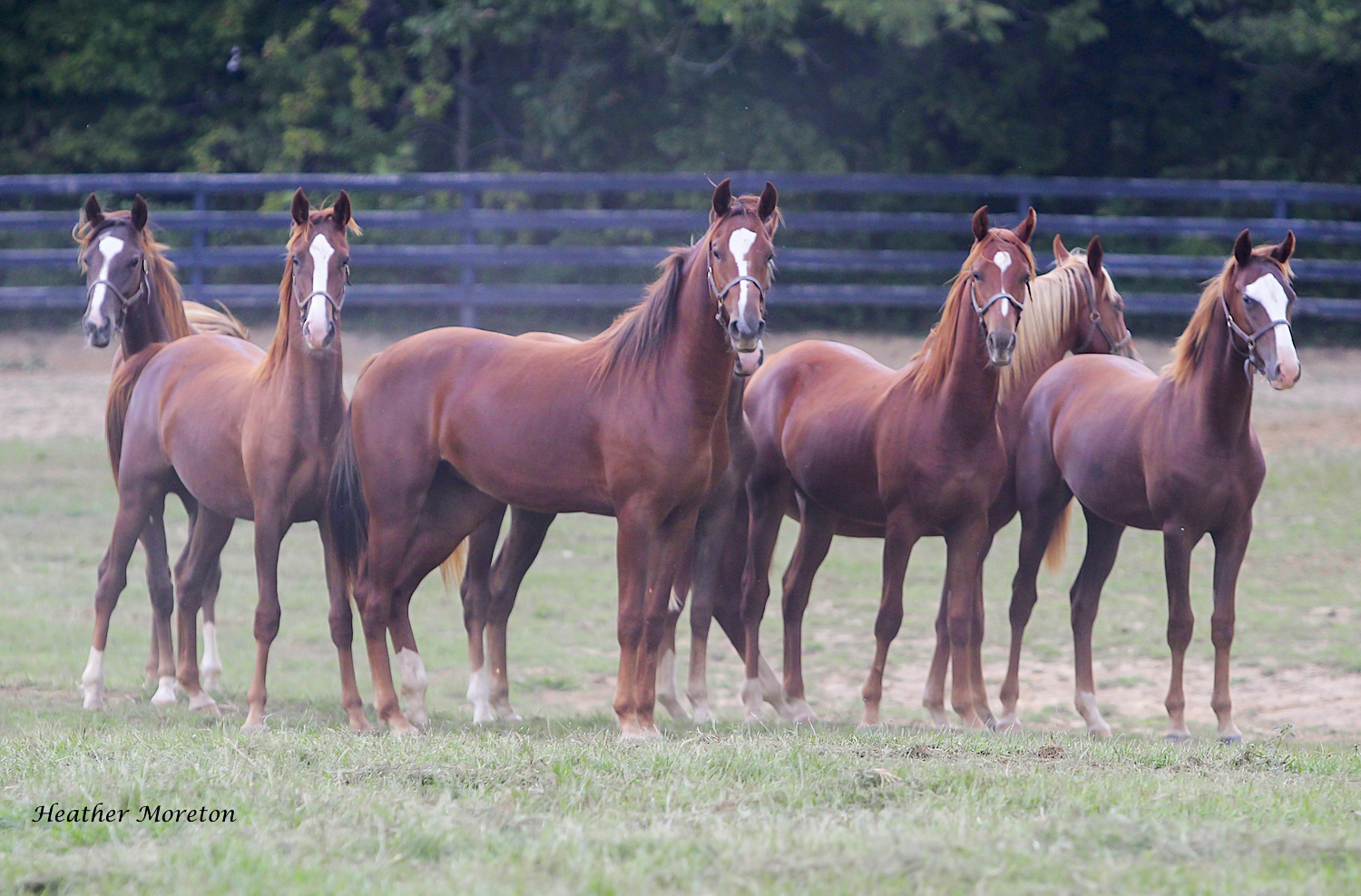
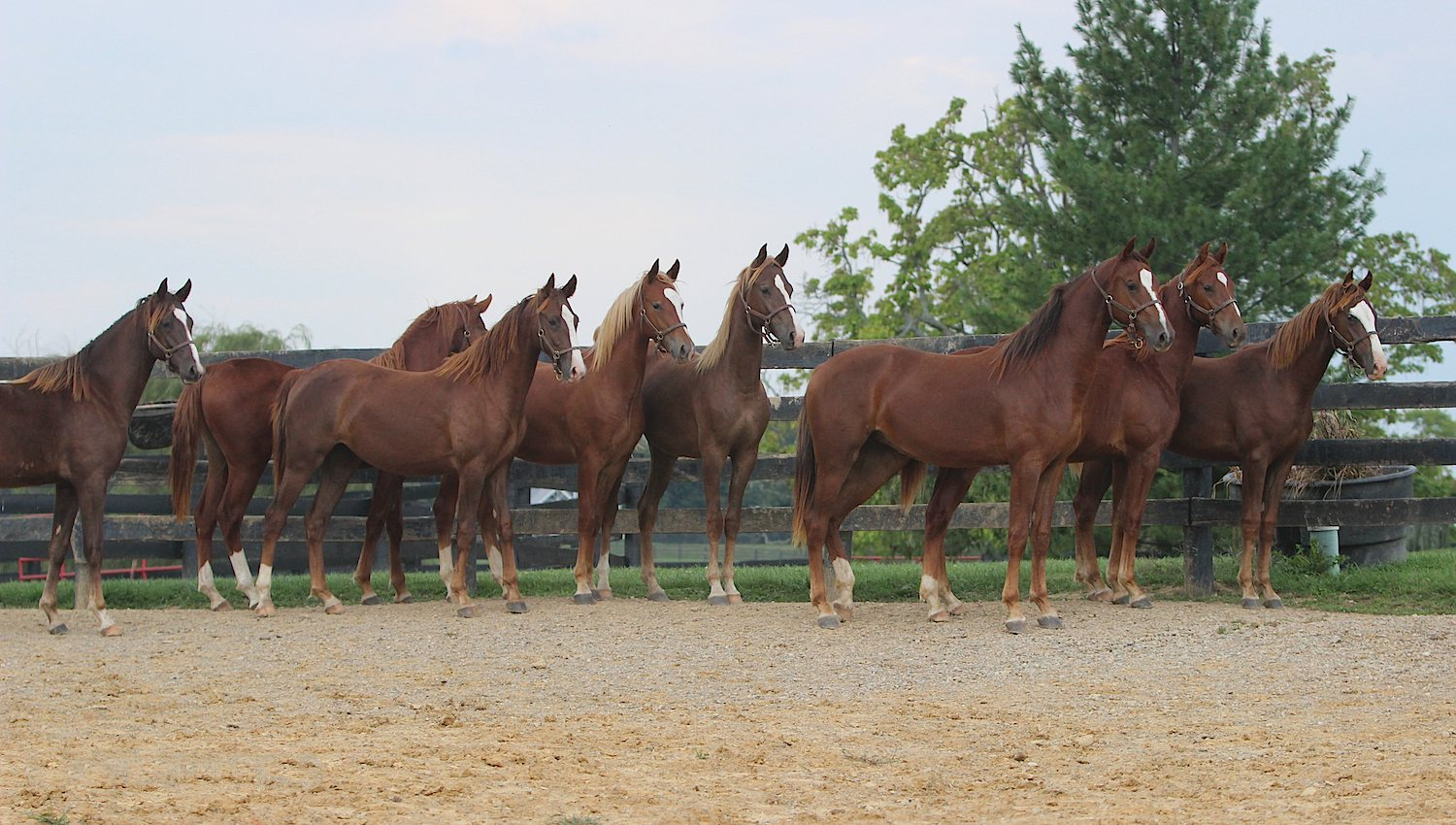

### Особливості

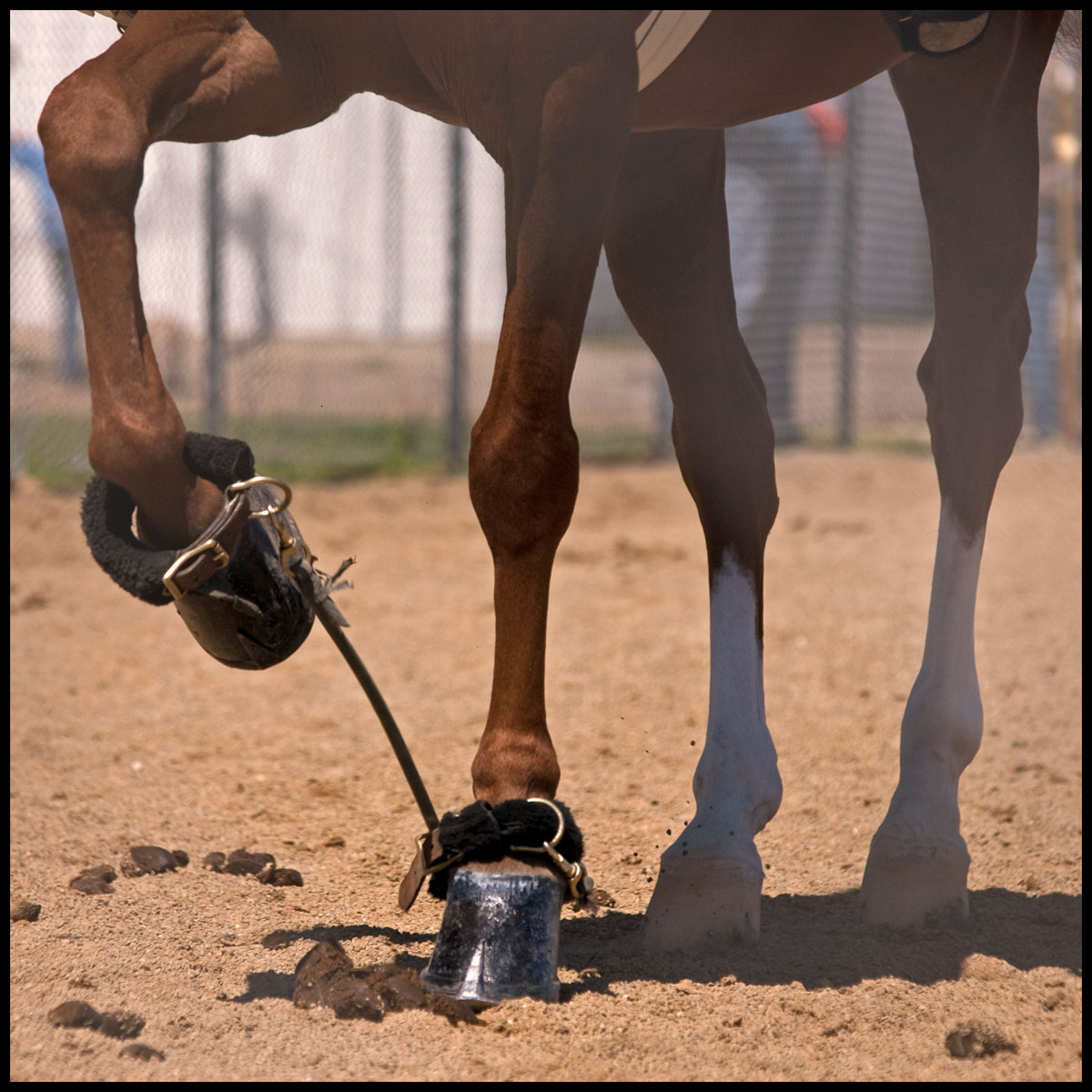
Пута з ременями.

Федерація кінного спорту США (USEF) описує седлбредського коня наступним чином: "Він поводить себе і рухається з певною невловимою для опису особливістю — деякі називають його класовим конем, його поява, якість, стиль, або шарм, кожен його рух розрізає повітря". Це багатоалюрні коні, за американською класифікацією седлбредам притаманні від трьох до п'яти типів пересування, включаючи прогулянкову ходу, рись, ступу і окрему поставу на виставках. Седлбредські коні мають високу здатність до навчання, швидко засвоюють різні види команд. Вважається, що деякі лошата цієї породи можуть йти реком, — особливим типом алюру, з народження, інші ж швидко йому навчаються.
Коні цієї породи мають кілька специфічних спадкових захворювань. Вони схильні до лордозу, проблем з хребтом і захворюваннями верхніх дихальних шляхів. Встановлено, що лордоз, зафіксований в багатьох представників цієї породи, також відомий як "м’яка спина", має рецесивний спосіб успадкування. Дослідження цього стану може допомогти не тільки породі американських верхових коней, а і послужити моделлю для дослідження вроджених деформацій скелета у коней та інших видів. Коні з лордозом, як правило, в усьому іншому здорові і провис спини на них самих не впливає, вони мають право брати участь у багатьох змаганнях, але таке відхилення має бути покаране як брак на виставках, на додаток до інших недоліків конформації.
Окрім стандартного набору зі збруї для багатьох шоу або під час підготовки до них, власники та берейтори американських верхових коней, а також деяких інших порід, попри офіційні обмеження можуть використовувати і інші засоби для досягнення бажаного ефекту у вигляді вищої амплітуди кроку, особливого згину шиї, тулуба, постави. Окрім сідла, вуздечки з мундштуком, батога та шпор, це можуть бути, наприклад, різноманітні пута, ланцюги, ремені, креми та мазі, особливі підкови та підставки, багато з цих предметів під забороною у використанні в інших країнах як такі, що призводять до жорстокого поводження з тваринами через численні негативні фізичні та психологічні наслідки на стан здоров'я коней. Цю проблему намагаються вирішити вже багато років, починаючи з 2016 року, коли було введено офіційні правила, що регулюють особливості поводження з кіньми, і раніше, коли тільки почались масові протести захисників тварин і почали виникати центри спасіння американських верхових коней.

Основні сфери використання
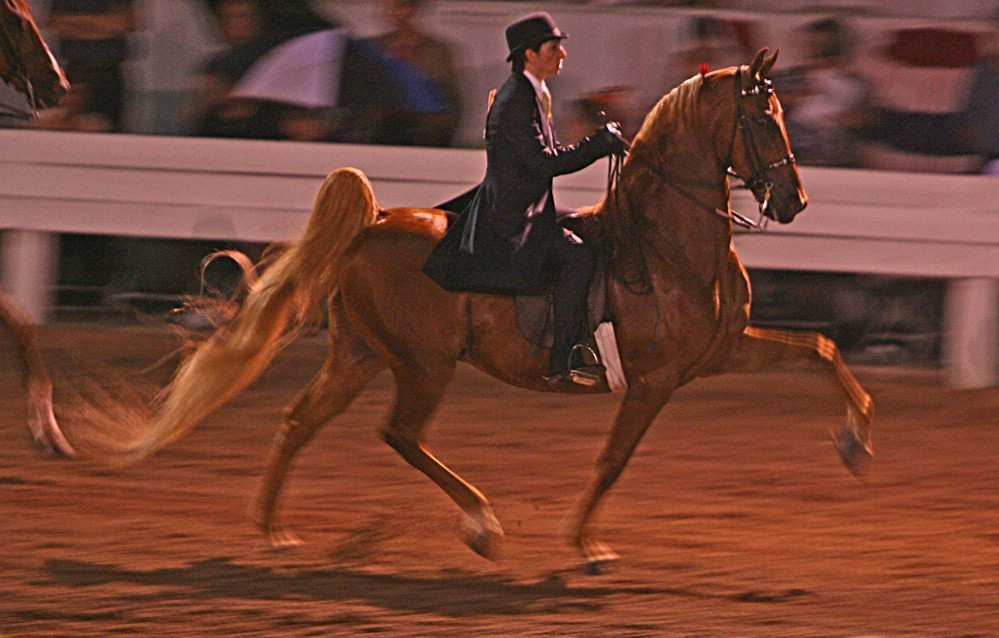
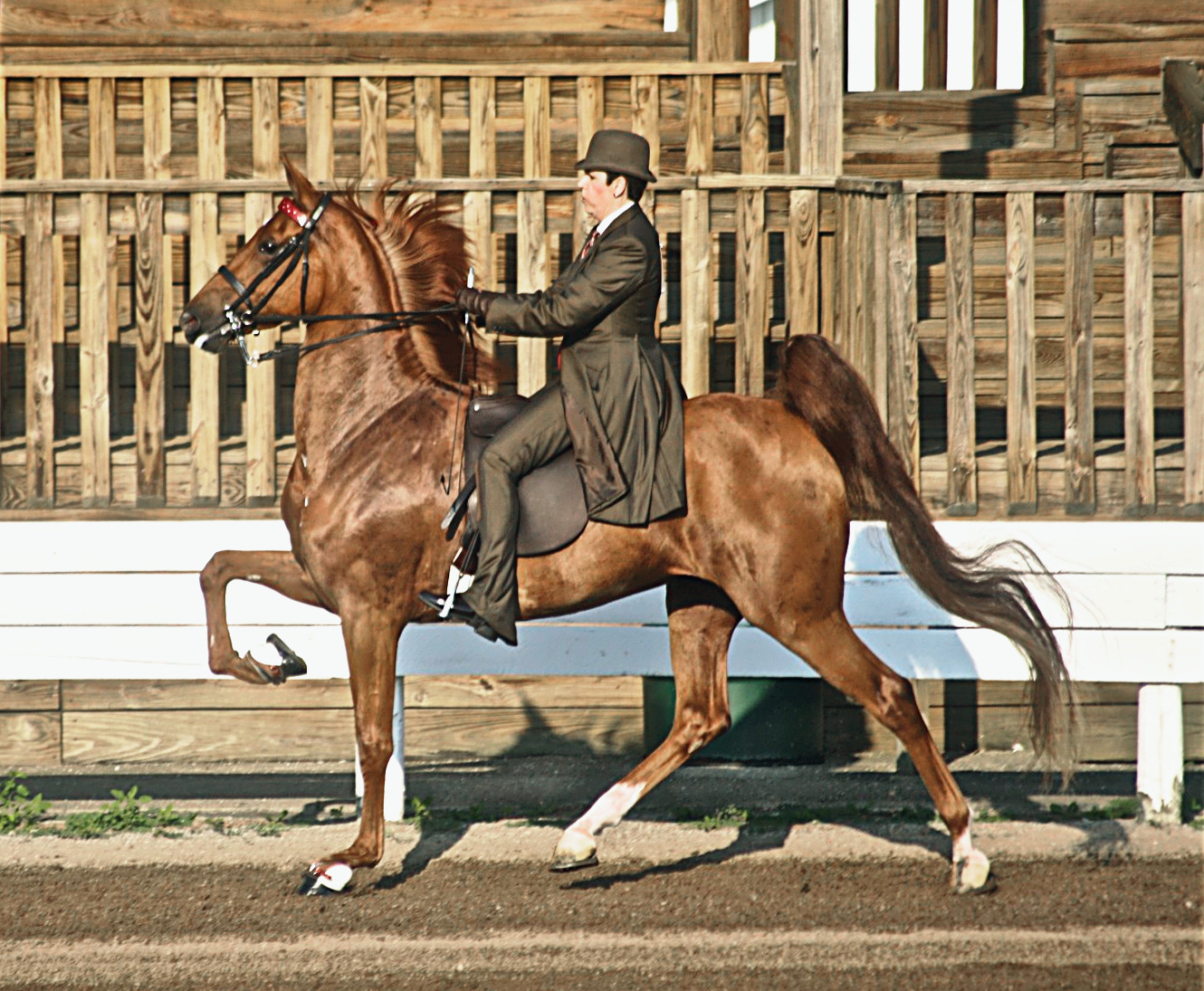
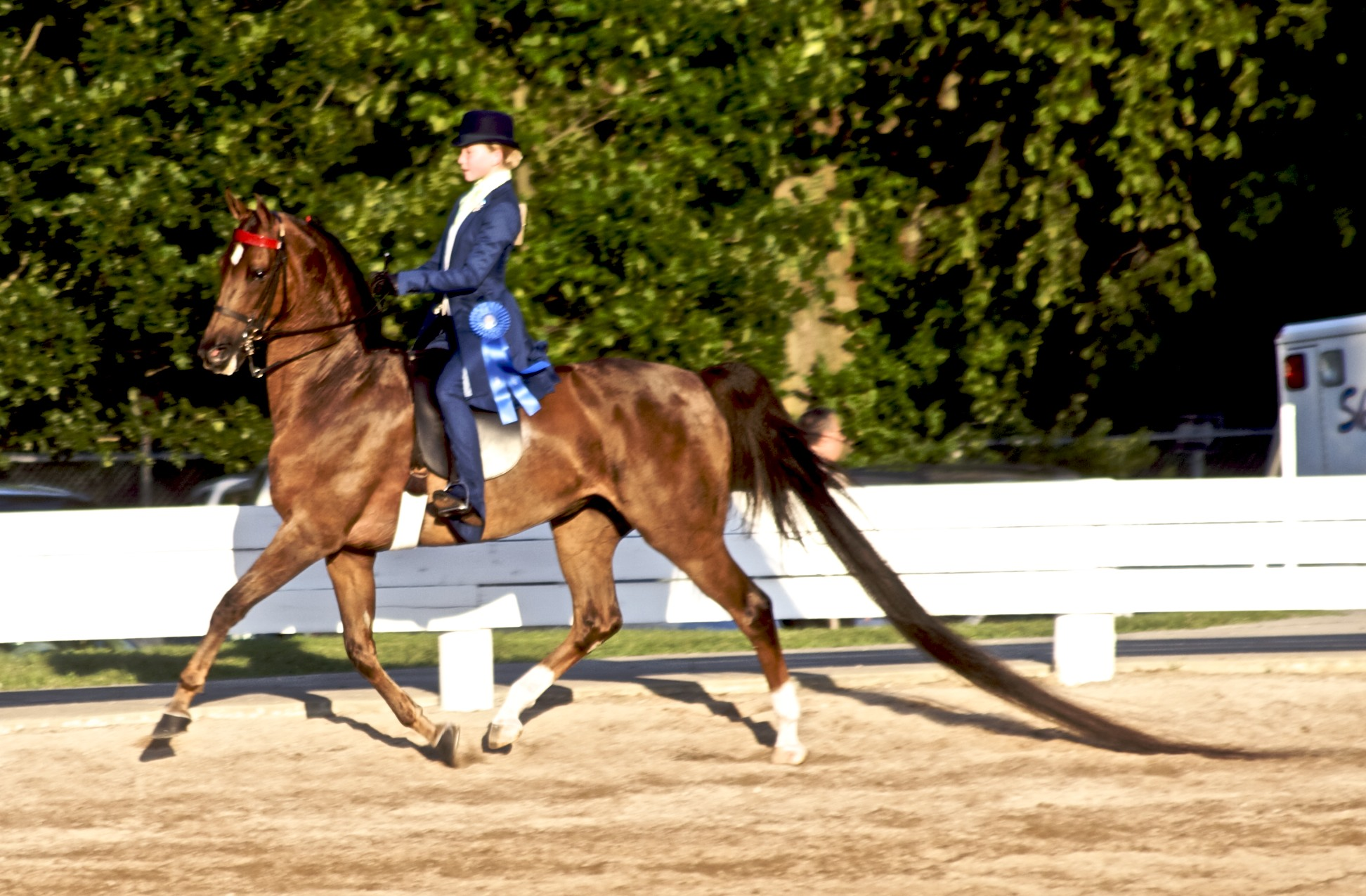
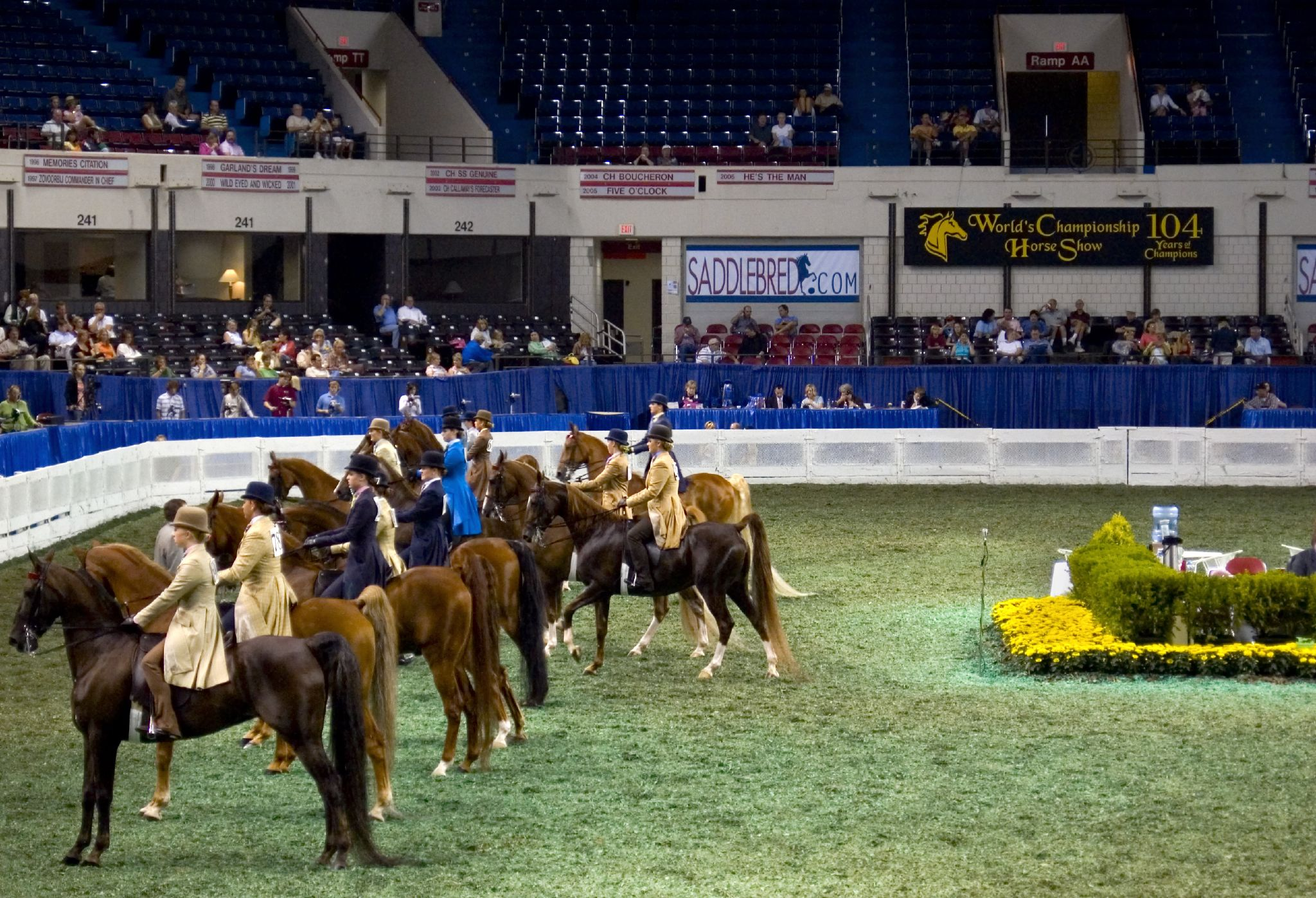
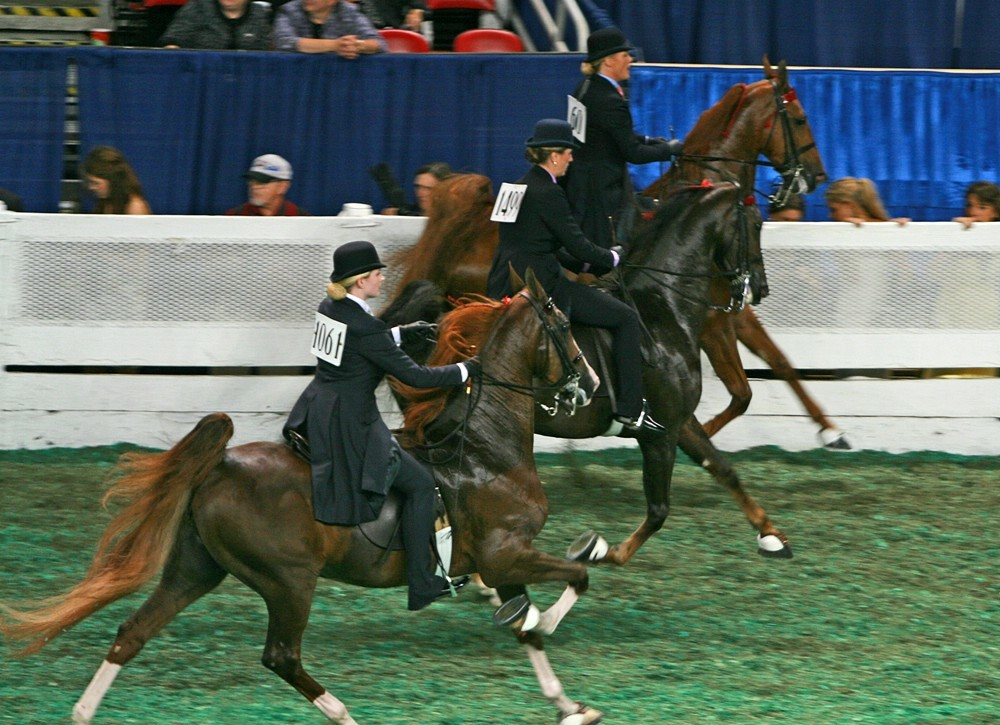
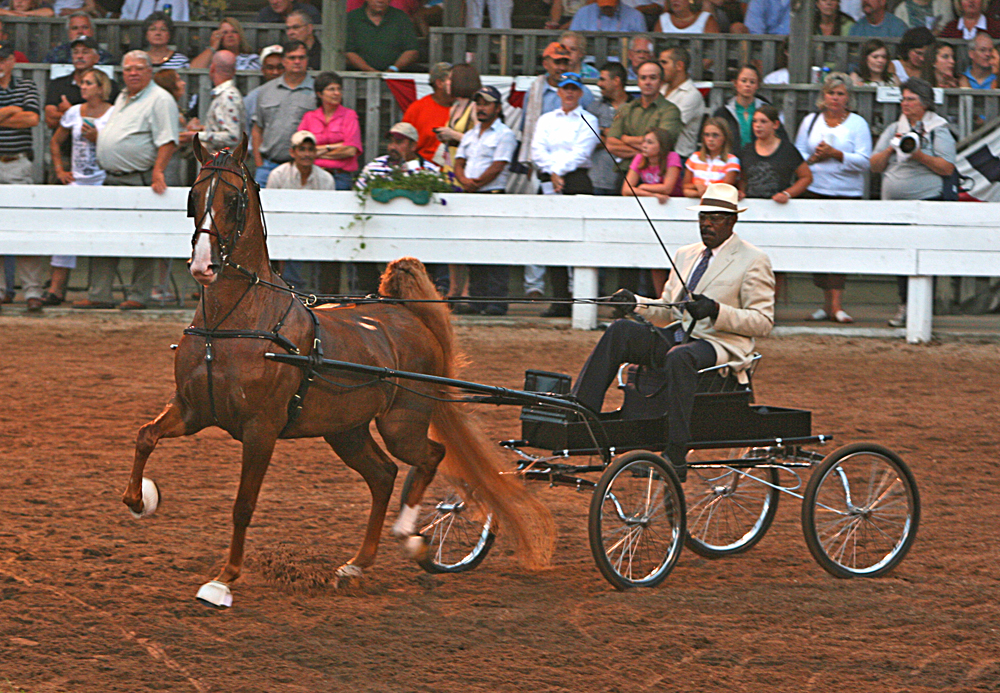
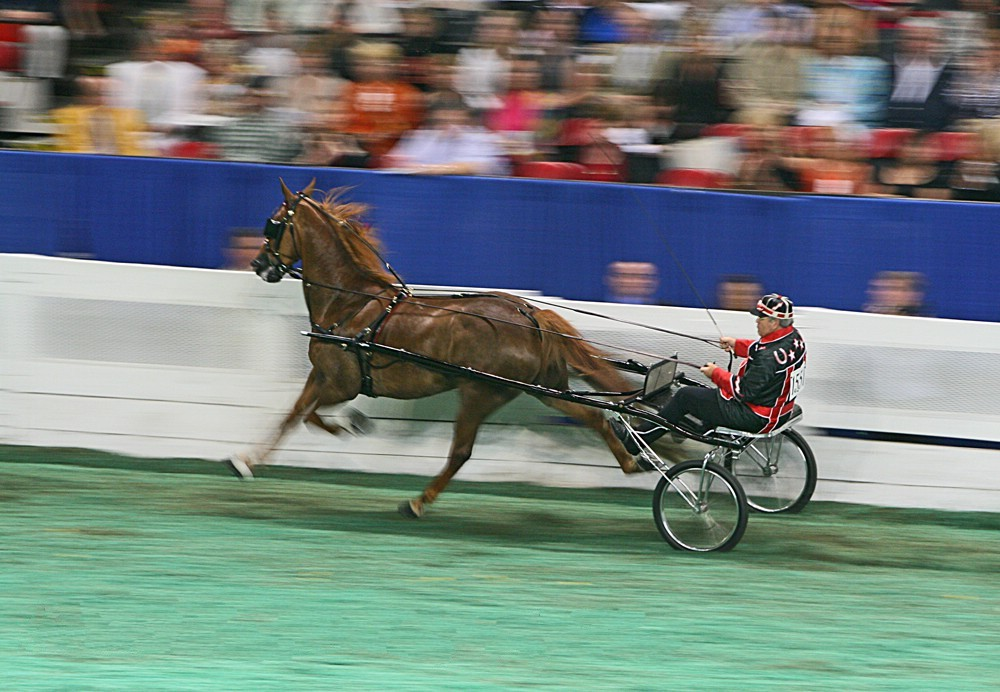
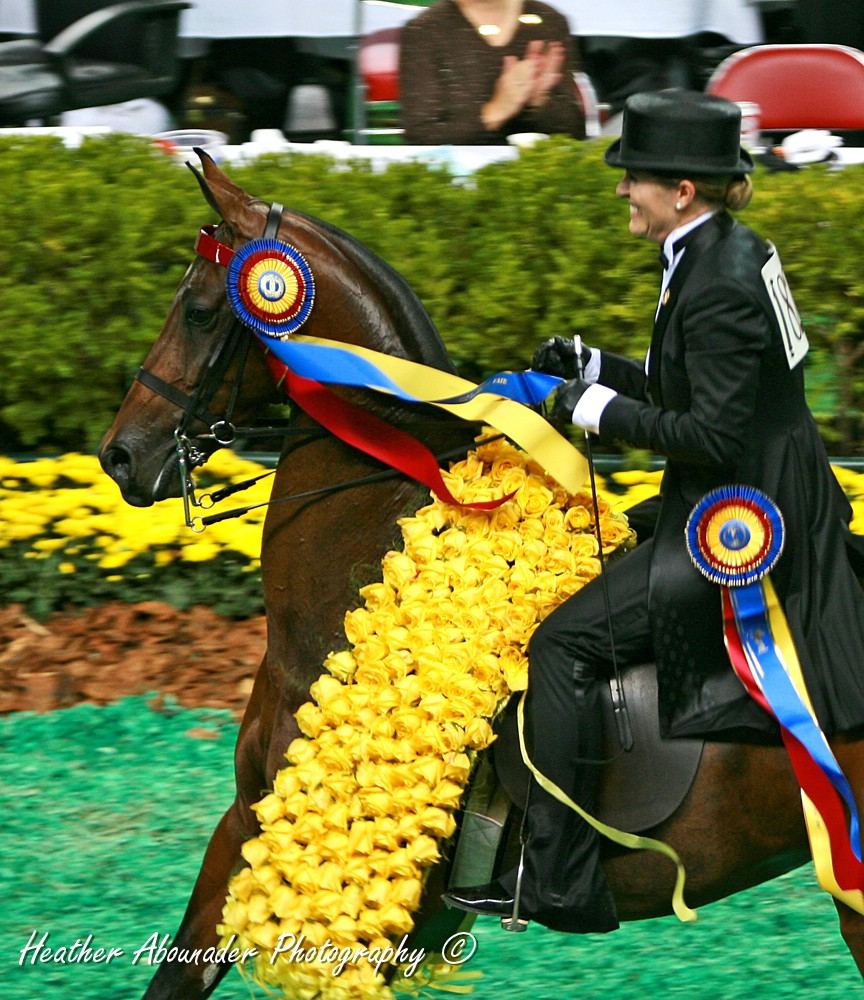
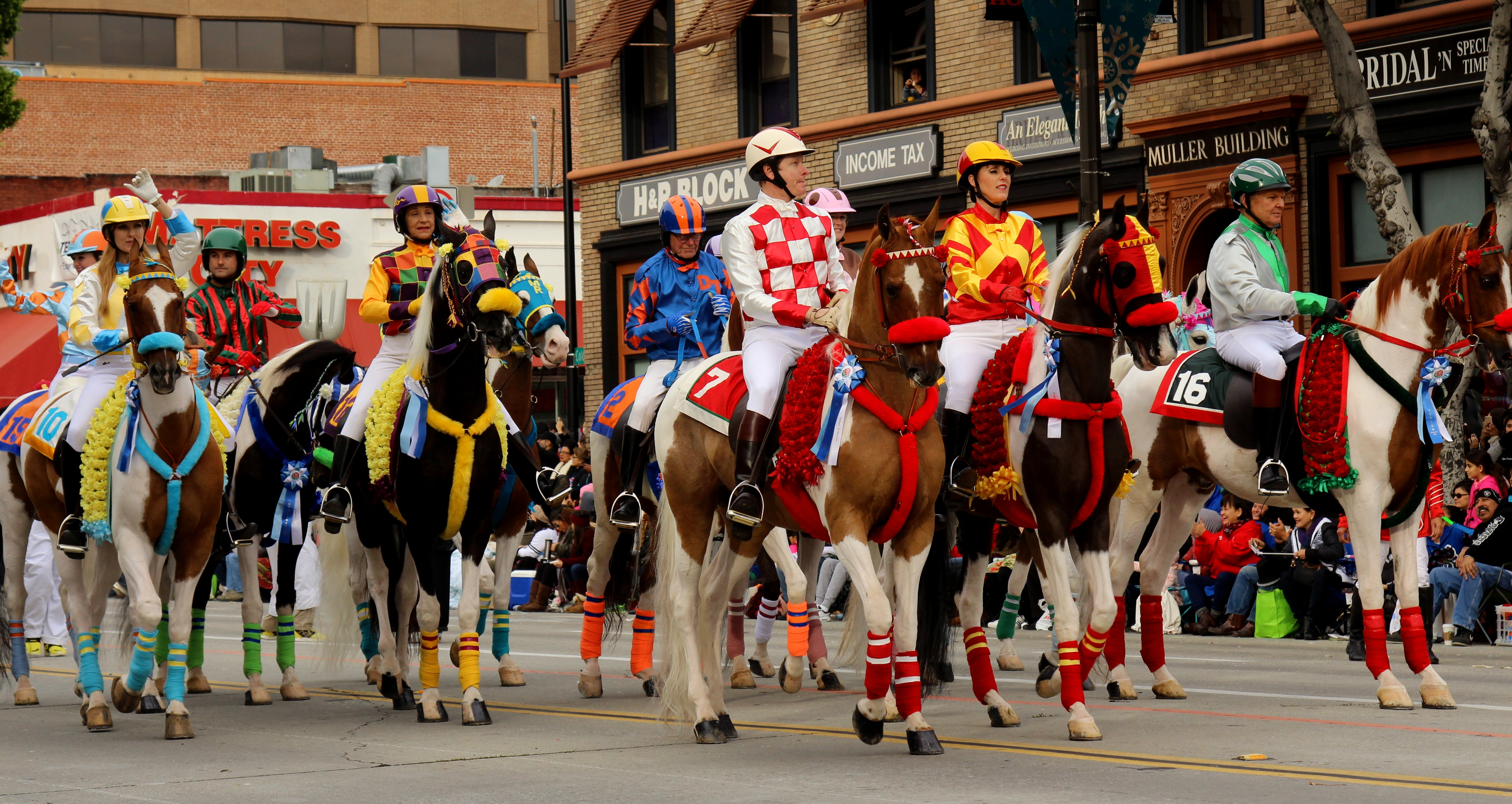

## Історія
Седлбред бере свій початок від коней на Британських островах, тварин, яких іноді називають палфрі, які мали окремий тип ходи і були завезені до Сполучених Штатів ранніми поселенцями. Їх багаторазово схрещували з іншими кіньми, в тому числі представниками чистокровної верхової, нарраґанзеттського іноходця, хакне, канадського верхового коня і коней породи морган. До часу Американської революції був вироблений окремий тип верхового коня з розмірами та якістю чистокровних, але амбіційними ходами та витривалістю пейсерських порід. Цю тварину назвали американським верховим конем. Його існування вперше було задокументовано в листі 1776 року, коли американський дипломат написав Континентальному конгресу з проханням надіслати американського верхового коня до Франції як подарунок для Марії Антуанетти.
Коней цієї породу широко використовують в парадах, шоу, святкових виставах, в розважальних катаннях, в упряжі та верхи. Раніше відома, як кентуккійський верховий кінь, так як порода була виведена в околицях штату Кентуккі. Використовувалися ці коні під час Громадянської війни в США. У 1880-х була ініційована офіційна реєстрація породи. Чарльз Ф. Міллз став першим, хто зайнявся складанням родоводів і правил реєстрації американського седлбреда.

Американські верхові коні в історії
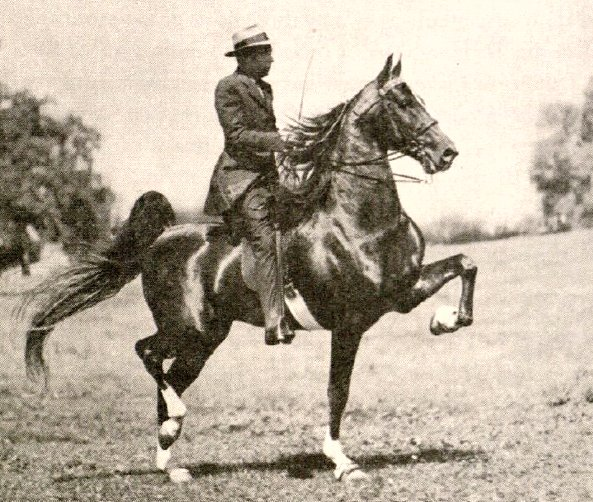
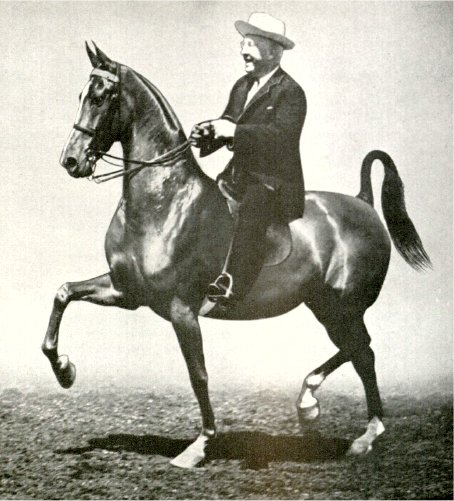
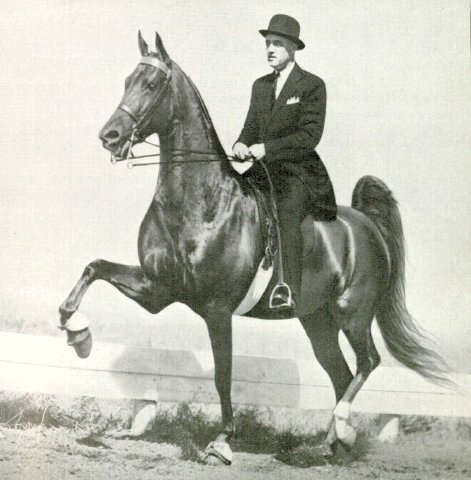
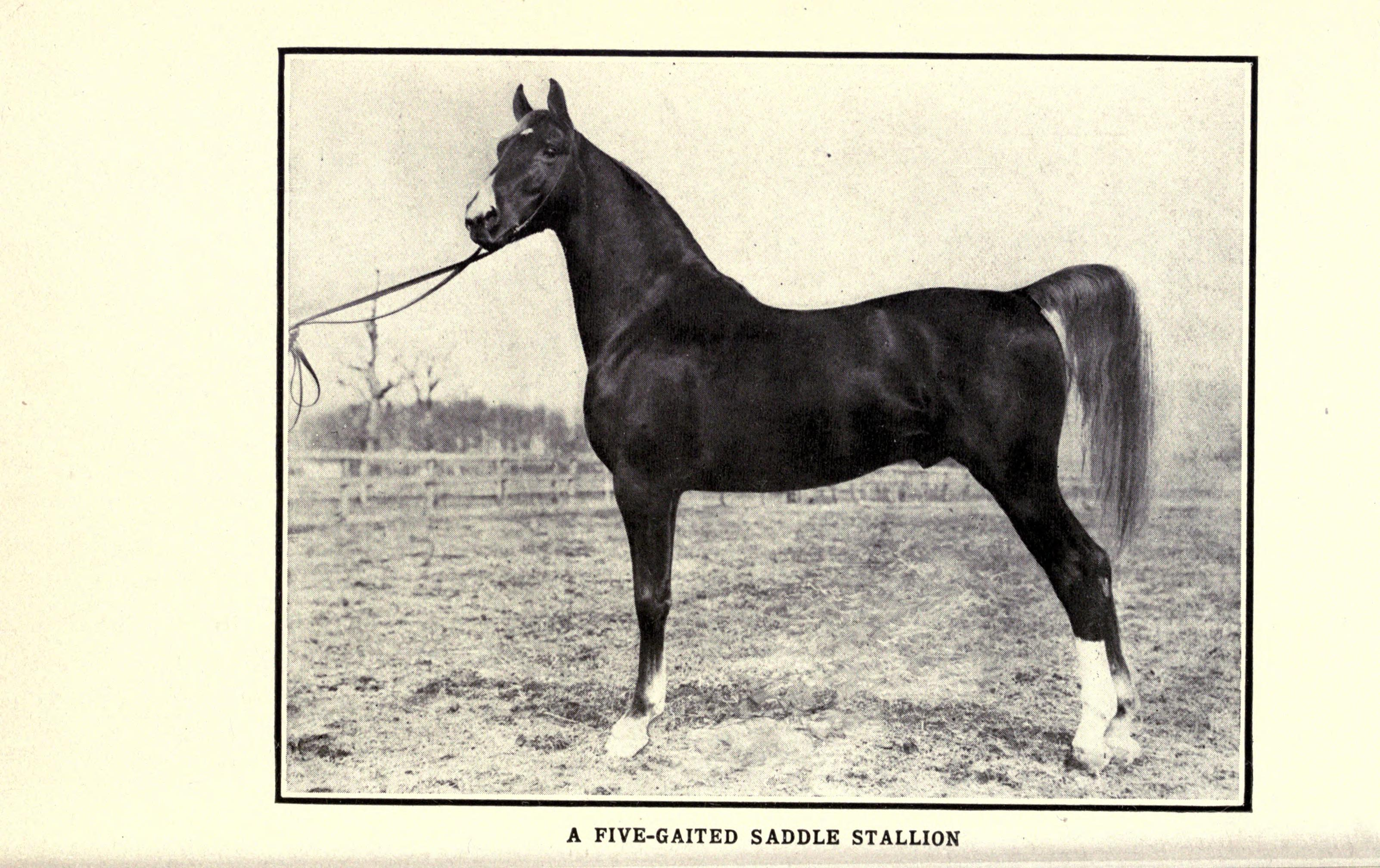